# Наперстянка жёлтая
Наперстянка жёлтая (лат. Digitalis lutea) — вид цветущего растения семейства Подорожниковые (Plantaginaceae), аборигенный вид Западной и Южной Европы и Северо-Западной Африки.

## Описание

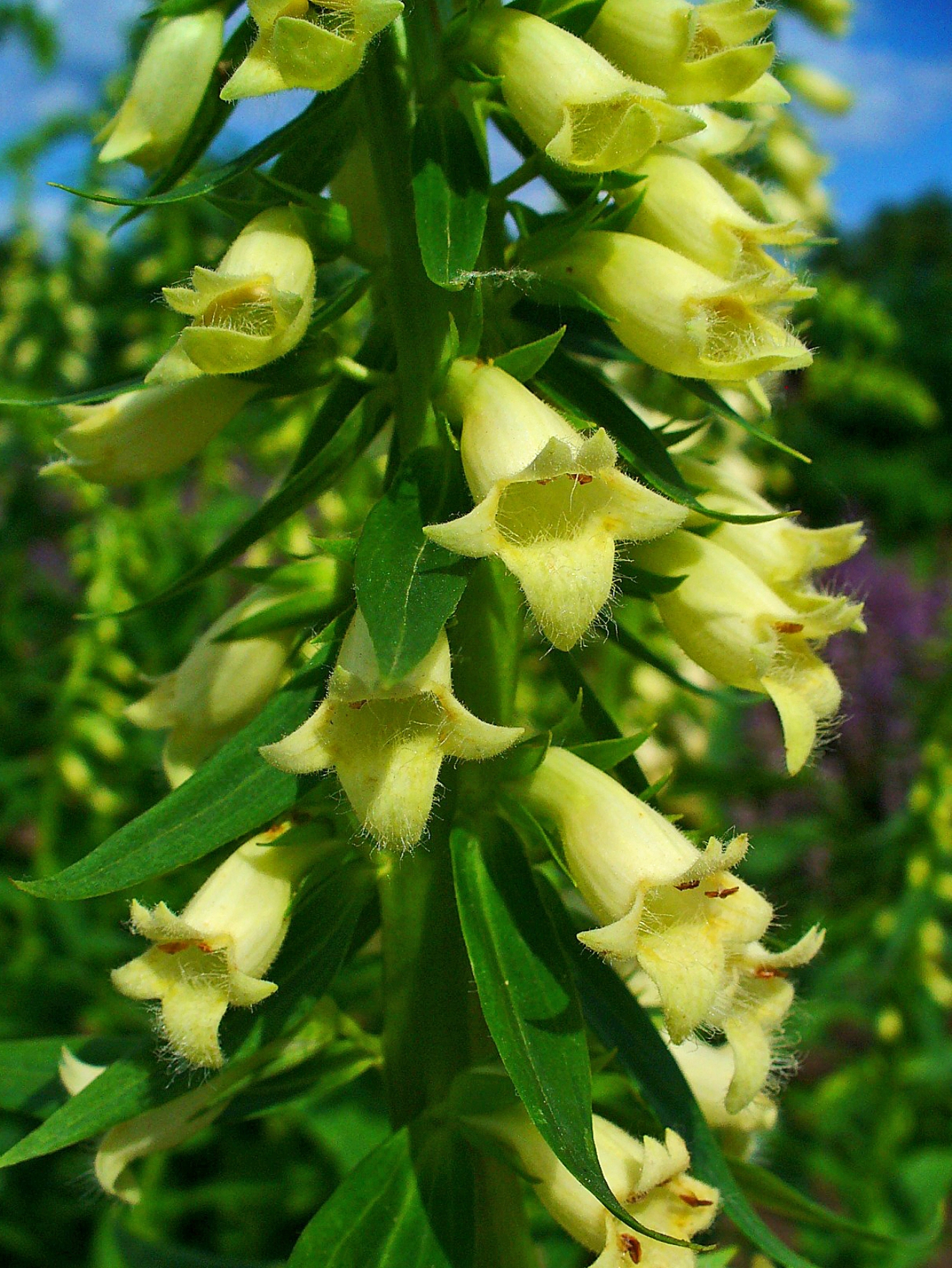
Колокольчатые цветки собраны в колосовидное соцветие

Недолговечный травянистый многолетник или двулетник, вырастает до высоты 1 м. Стебли и листья гладкие.
Листья тёмно-зелёные, сидячие, продолговато-обратноланцетные. Нижние листья продолговато-овальные, собраны в прикорневую розетку.
Цветки трубчатые, жёлтые с коричневыми пятнами на внутренней стороне венчика, собраны в колосья, которые поднимаются в конце весны и начале лета из розеток листьев. Цветы могут появляться спорадически в течение всего лета до осени.
Как и многие наперстянки, это растение часто выращивают в садах, где оно легко самосеется и может стать сорным. Вид получил награду Королевского садоводческого общества за выдающиеся садовые качества.
Как и все наперстянки, растение токсично при попадании внутрь.

## Применение
В культуре с 1597 года. Используется как декоративное садовое растение и как срезочная культура. Более надежный многолетник, чем многие другие наперстянки, хорошо сочетается в саду с папоротниками и другими любителями тени. На всех стадиях роста это привлекательное растение.
Цветки мелкие по сравнению с Digitalis grandiflora, но пригодны для срезки.

## Агротехника
Зона зимостойкости 3−10 (выдерживает морозы до −34 °C).
Предпочитает полутень по сравнению с полной тенью. Следует сажать в хорошую плодородную садовую почву с большим количеством компоста и мульчей для сохранения влаги. Полив интенсивный один раз в неделю, особенно в летнюю жару.

### Размножение
Легко выращивается из семян, и более того, часто даёт самосев.